# 1325
1325 (MCCCXXV) fue un año común comenzado en martes del calendario juliano.

## Acontecimientos
- 7 de enero - Alfonso IV se corona como rey de Portugal
- 2 de febrero - Andrónico II Paleólogo corona a su nieto Andrónico III Paleólogo coemperador de Bizancio para terminar con la guerra civil.
- 13 de marzo - Se funda México-Tenochtitlan, capital y ciudad-estado del Imperio azteca.[1]
- 14 de junio - Ibn Battuta inicia sus viajes de exploración.
- Jaime II conquista Córcega y Cerdeña.
- Diciembre - Cortes de Valladolid de 1325, en las que es confirmada la mayoría de edad de Alfonso XI de Castilla.

## Nacimientos
- Nicolás Oresme, matemático, físico y economista francés.

## Fallecimientos
- 7 de enero - Dionisio I de Portugal.
- 16 de diciembre - Carlos de Valois, noble francés.